# Teziutlán
Teziutlán (náhuatl: Teciuhtlan [tesiwt͡ɬan], lugar das granizadas) é uma cidade e municipio do estado mexicano de Puebla. Está situada na parte nordeste do estado, à fronteira do estado de Veracruz. Teziutlán é a maior cidade do norte do estado de Puebla, com uma população de 56.029 habitantes e é cabeça da municipalidade do mesmo nome que tem uma população de 81.156 habitantes. O seu nome tem origem das palavras nahuas texíhuitl: granizo, e -tlan: sufixo de lugar; que significa: Lugar onde graniza; algumas pessoas da região mudam o nome ao de Teziuhyotepetzintlan que significa o "Lugar perto da montanha onde graniza".